# Amonita
Amonita é um tipo de explosivo misto industrial. É uma mistura em pó de nitrato de amônio com compostos nitro explosivos  (trinitrotolueno, menos frequentemente com dinitronaftaleno, hexógeno) e componentes combustíveis não explosivos (turfa, farinha de madeira, óleo industrial, etc.). Retardadores de chama (como cloreto de sódio) são adicionados a amonites de segurança. Amonitas também incluem explosivos - amonais (uma mistura de NH4 NO3 e alumínio metálico na forma de pó).
O conteúdo TNT pode variar. O TNT melhora as propriedades de detonação do salitre e aumenta o brilho da mistura. As amonitas são produzidas pela simples mistura de componentes bem moídos e na indústria - por fusão e granulação.
Na URSS e na Federação Russa, a marca mais comum é Ammonite No. 6-ZhV de acordo com GOST 21984-76. Composto:
- Nitrato de amônio à prova d'água 79 ± 1,5%
- trotil (ou granulotol) 21 ± 1,5%

Dependendo da substância misturada com nitrato de amônio, as subclasses de amonitas são:
- Amatol - com TNT
- Ammonal - com TNT e pó de alumínio
- Aquatol - com TNT, água e agentes gelificantes
- ANFO - com combustível líquido